# Conseil de coordination du renseignement
Le conseil de coordination du renseignement (en persan : شورای هماهنگی اطلاعات) est une organisation destinée à coordonner l'activité des 16 agences de renseignement de la République islamique d'Iran,.

## Membres
Les dirigeants des entités suivantes sont membres du conseil de coordination du renseignement :
- Ministère des Renseignements et de la Sécurité nationale (ou VEVAK)[1]
- Organisation du renseignement du Corps des Gardiens de la révolution islamique
- Organisation de protection du renseignement du Corps des Gardiens de la révolution islamique
- Ministère de l'intérieur